# کنوانسیون مبارزه با بیابان‌زایی در سازمان ملل متحد
کنوانسیون مبارزه با بیابان‌زایی در سازمان ملل متحد (در کشورهایی که خشکسالی و/یا بیابان‌زایی جدی را تجربه می‌کنند، به ویژه در آفریقا) (UNCCD)، کنوانسیونی برای مبارزه با بیابان‌زایی و کاهش پیامدهای خشکسالی از طریق برنامه‌های اقدام ملی است که راهبردهای بلندمدت حمایت‌شده توسط همکاری بین‌المللی و ترتیبات مشارکت را دربر می‌گیرد.
این کنوانسیون، تنها کنوانسیون ناشی از توصیه مستقیم دستور کار ۲۱ کنفرانس ریو، در ۱۷ ژوئن ۱۹۹۴ در پاریس، فرانسه به تصویب رسید و در دسامبر ۱۹۹۶ لازم‌الاجرا شد. این تنها چارچوب قانونی الزام‌آور بین‌المللی است که برای رسیدگی به مشکل بیابان‌زایی تنظیم شده‌است. این کنوانسیون بر اساس اصول مشارکت و تمرکززدایی - ستون مهره حکمرانی خوب و توسعه پایدار است. دارای ۱۹۷ عضو است که تقریباً جهانی است.
برای کمک به آگاهی‌رسانی این کنوانسیون، سال ۲۰۰۶ به عنوان "سال بین‌المللی بیابان‌ها و بیابان‌زایی" اعلام شد، اما بحث‌هایی دربارهٔ اینکه این سال بین‌المللی در عمل چقدر مؤثر بوده‌است، آغاز شده‌است.
ابراهیم تیاو در ۳۱ ژانویه ۲۰۱۹ به عنوان معاون دبیرکل سازمان ملل متحد و دبیر اجرایی UNCCD منصوب شد.
UNCCD توسط اتحادیه اروپا و ۱۹۶ کشور تصویب شده‌است: همه ۱۹۳ کشور عضو سازمان ملل متحد، جزایر کوک، نیووی و دولت فلسطین.
سریر مقدس (شهر واتیکان) تنها ایالتی است که عضو کنوانسیون نیست ولی دارای شرایط پیوستن به آن است.

اعضای کنوانسیون با رنگ سبز

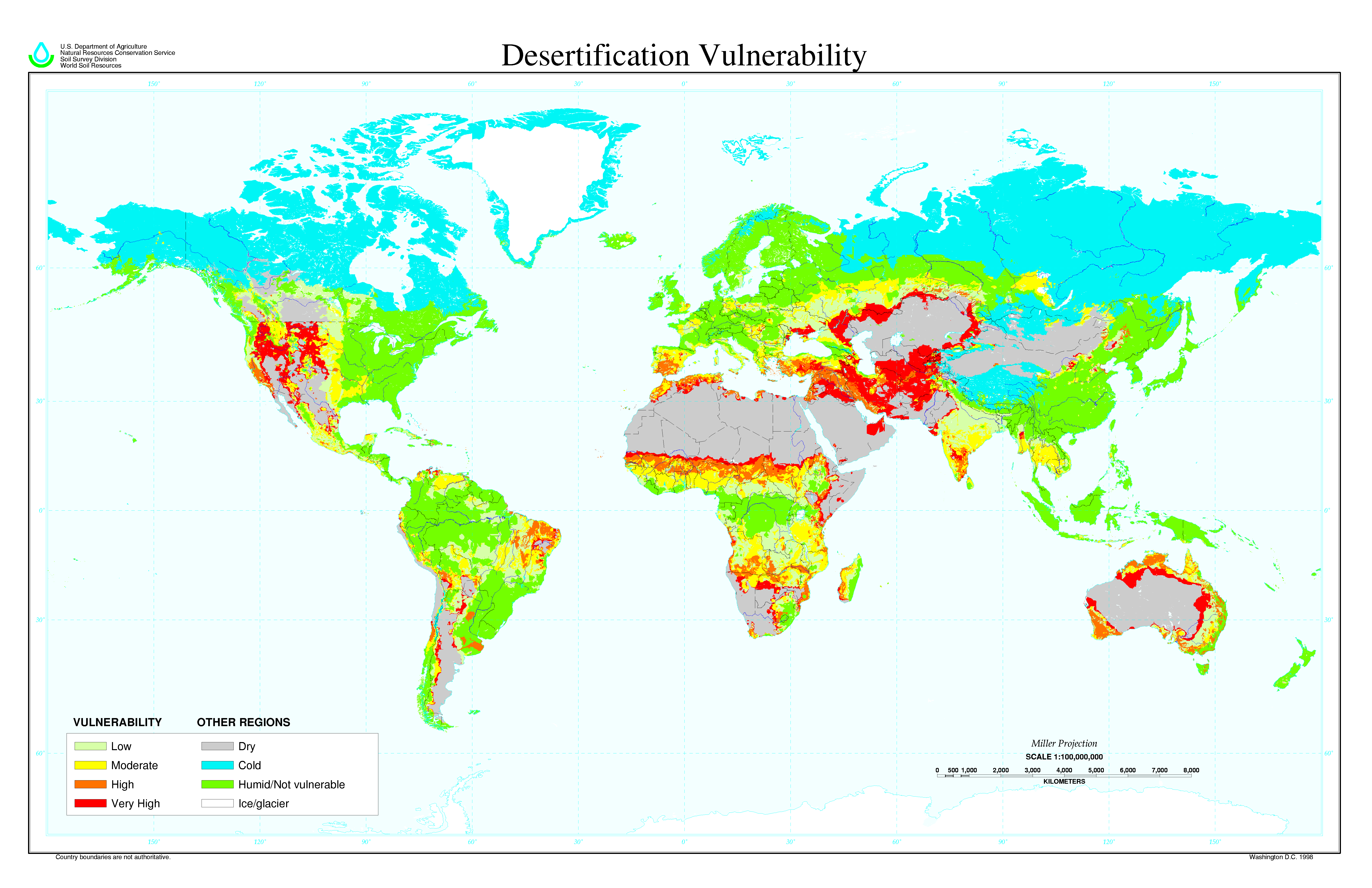
آسیب‌پذیری بیابان‌زایی جهانی